# Claude Kluth
Claude Kluth (* 19. September 1968) ist ein ehemaliger deutscher Fußballspieler. In der höchsten Spielklasse des DDR-Fußballs, der Oberliga, spielte er für den FC Hansa Rostock.

## Sportliche Laufbahn

### Gemeinschafts-, Club- und Vereinsstationen
Seine Laufbahn im Männerbereich begann Kluth 1987 in der 2. Herrenmannschaft des FC Hansa Rostock, dem er seit 1976 angehörte, die in der zweitklassigen Liga antrat. In Saison 1987/88 erhielt er 22 Einsätze (zwei Tore) und musste am Ende jener Spielzeit den Abstieg in die Bezirksliga hinnehmen. Die Reserve der Rostocker qualifizierte sich am 7. August 1988 gegen den FC Carl Zeiss Jena II für die 1. Hauptrunde im FDGB-Pokal 1988/89. So kam Kluth am 10. September 1988 zu seinem ersten Einsatz im Pokal. Durch seine beiden Treffer in der 35. und 45. Spielminute ging Hansa II gegen den Erstligisten BSG Energie Cottbus mit 2:0 in die Halbzeit, schied aber letztlich nach Elfmeterschießen aus.
Im späten Frühjahr 1989 schloss Kluth zur 1. Herrenmannschaft des FC Hansa auf. Während des letzten Spiels der Saison setzte ihn Hansa-Trainer Werner Voigt in der 81. Spielminute für Henri Fuchs ein. Es sollte Kluths einziger Einsatz in der höchsten Spielklasse der DDR bleiben. Hansa verlor das Spiel gegen den BFC Dynamo zwar 0:4, qualifizierte sich aber dennoch für den UEFA-Pokal 1989/90. Das Los ergab den Gegner Baník Ostrava und Claude Kluth erhielt am 26. September 1989 während des Rückspiels beim Stand von 0:4 einen vierminütigen Kurzeinsatz auf Europas Fußballbühne. Nur vier Tage später folgte sein zweiter Einsatz im FDGB-Pokal. In der 2. Runde dieses Wettbewerbs traf er mit Hansa Rostock auf die BSG Chemie Velten und gewann 2:0. Dieser neunzigminütige Einsatz sollte sein letzter für die 1. Herrenmannschaft der Rostocker gewesen sein, für die er in drei verschiedenen Wettbewerben je ein Spiel absolvierte.
Aufgrund einer Gastspielgenehmigung für Oberligaspieler in Ligagemeinschaften konnte Kluth neben den oben erwähnten Einsätze für Hansa auch für die BSG KKW Greifswald auflaufen. Für die Greifswalder absolvierte er 1989/90 13 Einsätze und erzielte ein Tor. In der Folgesaison 1990/91 bestritt er in Greifswald nur noch drei Spiele und blieb dabei torlos.

### Auswahleinsätze
In seinem letzten Jahr im Juniorenbereich gelang ihm auch der Sprung in einen Auswahlkader des DFV. Im Frühjahr 1987 wurde er in zwei Spielen der DDR-U-18-Nationalelf im norddeutschen Raum gegen Bulgarien (3:1, 1:1) eingesetzt.